# Escudo de Ademuz
El escudo de armas de la Villa de Ademuz es un símbolo del municipio español de Ademuz y se describe, según la terminología precisa de la heráldica, por el siguiente blasón:

Escudo en cairó, en campo de oro, cuatro palos de gules, resaltados con dos llaves de plata dispuestas en sotuer y unidas por un cordón de gules. En el timbre, corona real abierta, tradicional del reino de Valencia.